# Paradistorg
Paradistorg és una pel·lícula dramàtica sueca dirigida per Gunnel Lindblom i estrenada el 1977.

## Sinopsi
Paradistorg és una idíl·lica residència d'estiu situada a l'arxipèlag d'Estocolm. Cada temporada, una família patricia -de totes les generacions- hi passa les vacances. Els personatges […] passen el seu temps reobrint velles ferides i infligint noves ferides. Un any, però, dos marginals, de condició modesta, trencaran el cercle tancat d'aquesta família burgesa.

## Repartiment
- Birgitta Valberg : Katha
- Sif Ruud : Emma
- Margareta Byström : Annika
- Agneta Ekmanner : Sassa
- Inga Landgré : Saga
- Solveig Ternström : Ingrid
- Dagny Lind : Alma
- Holger Löwenadler : Wilhelm
- Per Myrberg : Ture
- Maria Blomkvist : Eva
- Göran Stangertz : Puss
- Pontus Gustafsson : Tomas
- Marianne Aminoff : Christina
- Gösta Prüzelius : Carl-Henrik

## Crítiques
| « | En aquesta "Plaça del Paradís", només hi trobo ordre i bellesa, calma i responsabilitat. […] Cada pla s'enamora lúcidament del personatge que dibuixa i ens obliga a estimar. […] També hem d'agrair a Gunnel Lindblom que ens hagi presentat aquestes actrius prodigioses, les seves companyes al Teatre Reial d'Estocolm, que ella sap dirigir, rica en la seva experiència com a actriu, amb l'art de directora de teatre que és ara. Magnífics papers femenins, finalment diferents en la seva força, la seva debilitat, la seva realitat. | » |